# Costa Victoria (schip, 1996)
De Costa Victoria was een cruiseschip van Costa Cruises en behoorde tot de Sky-klasse. De Victoria was in dienst van juli 1996 tot juni 2020.

## Ontwerp
Volgens ontwerpers is de Victoria ontworpen om de 'geest van Italië' weer te geven. Enkele faciliteiten: het panoramische Concorde Plaza, een binnenzwembad, de Pompei Spa en de zeven dekken hoge atrium, omgebouwd tot planetarium.

## Zusterschepen
Costa Cruises kocht een nieuw zusterschip voor de Costa Victoria, namelijk de Costa Olympia. Tijdens de constructie van de Olympia ging de scheepswerf, waarin het schip gebouwd werd, failliet en de constructie werd stopgezet. De onvoltooide romp van het schip werd doorverkocht aan Norwegian Cruise Lines. Daar kwam het schip eventueel in dienst als de Norwegian Sky. Een derde zusterschip werd gebouwd, namelijk de Norwegian Sun.

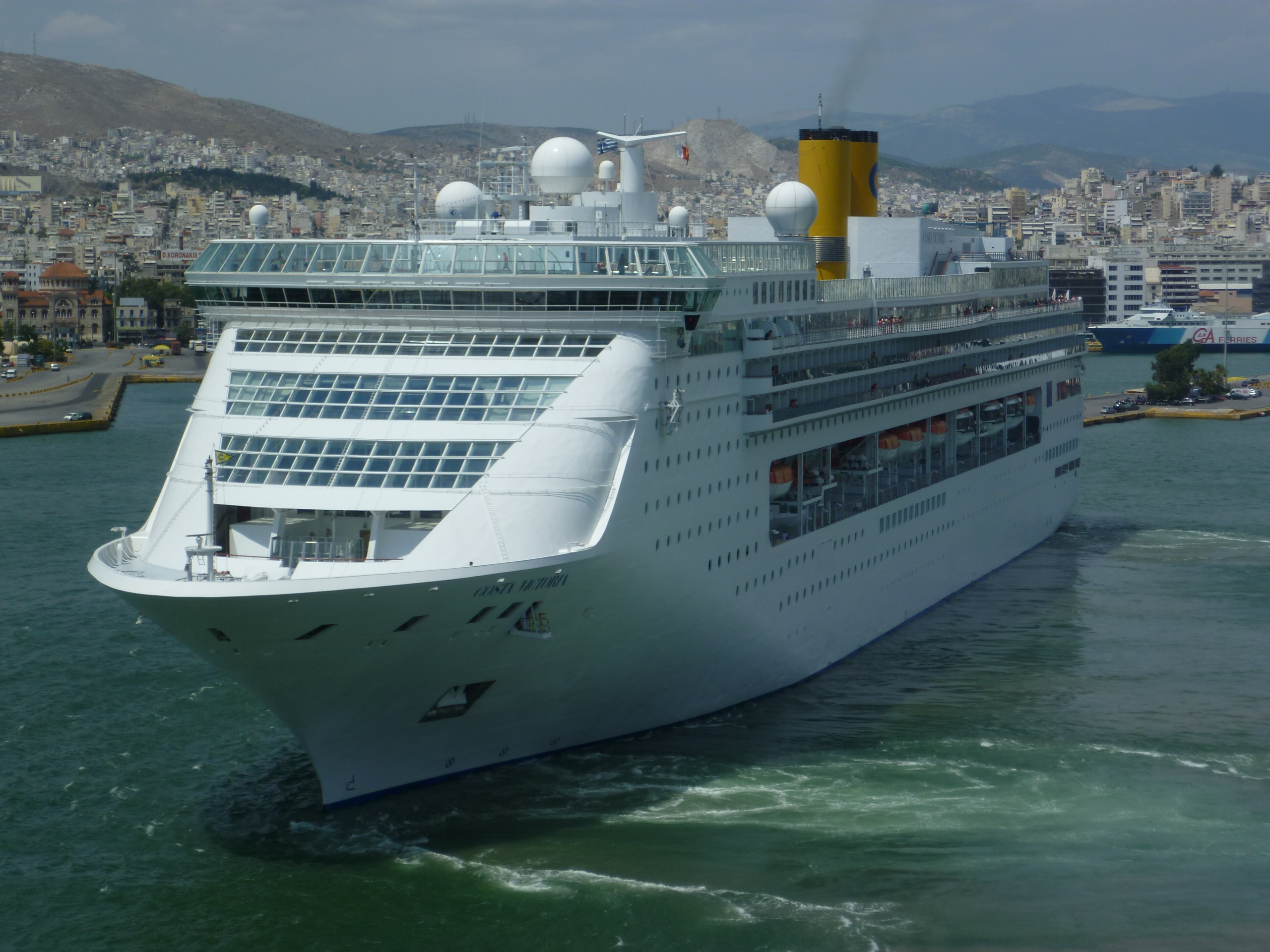
Costa Victoria in Piraeus

## Renovaties
In 2004 kreeg het schip een zeer dure renovatie, waarbij er in totaal 246 balkons aan de kajuiten op dek 9, 10 en 11 werden toegevoegd. De grootte van het buffet terras werd vergroot en de promenades werden toegevoegd op dek 11.

## Sloop
In juni 2020 werd de Costa Victoria uit dienst genomen en voor de sloop verkocht. Het schip werd gestrand in Aliağa, Turkije op 28 januari 2021, sindsdien is men bezig met de sloop.